# Rocabertí (cim)
El Rocabertí és un cim de la comarca de la Garrotxa, dins del municipi de Beuda, situat sobre el cap del municipi, vers el sud. 438 m d'altitud.